# Erigeron coulteri
Erigeron coulteri là một loài thực vật có hoa trong họ Cúc. Loài này được Porter mô tả khoa học đầu tiên năm 1874.